# Мерцхалі (Озургеті)
Футбольний клуб «Мерцхалі» (груз. მერცხალი ოზურგეთი) — грузинський футбольний клуб з Озургеті, заснований у 1936 році. По сезон 2015/16 років виступав у Лізі Пірвелі. Домашні матчі приймав на стадіоні «Мегоброба», місткістю 3 500 глядачів.

## Досягнення
- Ліга Еровнулі/Чемпіонат Грузинської РСР
  - Чемпіон (2): 1967, 1982, 1987
- Кубок Грузії/Кубок Грузинської РСР
  - Володар (1): 1982
- Ліга Пірвелі
  - Срібний призер (2): 1994, 2003
  - Бронзовий призер (1): 1997
- Друга ліга СРСР
  - Срібний призер (1): 1984
  - Бронзовий призер (2): 1968, 1985.